# Varennes-sur-Fouzon
Varennes-sur-Fouzon – miejscowość i dawna gmina we Francji, w Regionie Centralnym, w departamencie Indre. W 2013 roku jej populacja wynosiła 718 mieszkańców. 
W dniu 1 stycznia 2016 roku z połączenia trzech ówczesnych gmin – Parpeçay, Sainte-Cécile oraz Varennes-sur-Fouzon – utworzono nową gminę Val-Fouzon. Siedzibą gminy została miejscowość Varennes-sur-Fouzon. 